# Dangu
Dangu é uma comuna francesa na região administrativa da Normandia, no departamento de Eure. Estende-se por uma área de 7,92 km². Em 2010 a comuna tinha 585 habitantes (densidade: 73,9 hab./km²).